# تپه برج خان
تپه برج خان مربوط به عصر آهن است و در شهرستان ابهر، بخش سلطانیه، دهستان سلطانیه، حدود ۲۵۰۰ متری جنوب غرب روستای یوسف آباد واقع شده و این اثر در تاریخ ۲۶ دی ۱۳۸۶ با شمارهٔ ثبت ۲۰۵۱۱ به‌عنوان یکی از آثار ملی ایران به ثبت رسیده است.